# Monumento a Manolo Preciado
El monumento a Manolo Preciado es una estatua erigida en homenaje al entrenador de fútbol cántabro Manolo Preciado, fallecido el 6 de junio de 2012 tras sufrir un ataque al corazón. Es obra del artista Vicente Menéndez-Santarúa Prendes y está situado en las inmediaciones del estadio El Molinón, en la ciudad de Gijón, Asturias, España.

## Desarrollo del proyecto
El proyecto de construcción de la estatua fue llevado a cabo por iniciativa de la Peña Portal Sportinguista, que contó con la colaboración de la familia y amigos del fallecido, y su coste se estimó en unos 110 000 euros, recaudados mediante aportaciones populares.
Está compuesta principalmente por bronce marino y su diseño, a tamaño real, fue encargado al escultor y pintor Vicente Menéndez-Santarúa Prendes, autor de otros muchos trabajos repartidos por la geografía asturiana.

### Inauguración
El monumento fue inaugurado el 7 de junio de 2013, un día después del primer aniversario de su fallecimiento, en un acto público al que acudieron familiares del entrenador —su madre Ana, su viuda Arancha Arbolí, su hijo Manuel y su hermana Ana—, representantes de todos los equipos donde jugó y entrenó, diversas autoridades locales y regionales, además de amigos, jugadores y exjugadores del Real Sporting de Gijón. La ceremonia fue conducida por el periodista Rafael Quirós y fue presenciada por más de seiscientas personas.